# Anne de Sillé
Anne de Sillé, seigneur de Sillé. 

## Biographie
Anne de Sillé, restée principale héritière de Guillaume VII de Sillé, vivait encore en 1457, époque où elle rendit aveu au baron de Mayenne ; elle avait épousé : 
1. avant le mois de juillet 1409, Jean de Montjean, mort en 1418 ;
2. en 1419, Jean de Craon de la Suze, dont elle n'eut pas d'enfants.

De son premier mari elle avait eu : 
1. Jean de Montjean, qui ayant déjà engagé tous ses biens en 1450, y compris la terre de Sillé qu'il retira sur le sire de Bueil au prix de la terre de Cholet, la vendit définitivement à Bertrand de Beauvau, et celui-ci céda son acquisition à Antoine de Beauvau, son fils, le 27 juin 1466 ;
2. Jeanne de Montjean, femme de Jean V de Bueil ;
3. Béatrix, abbesse d'Étival après Béatrix de Broussin (1414, 1434).